# هیو اس. فاولر
هیو اس. فاولر (انگلیسی: Hugh S. Fowler) (زاده ۲۴ ژوئیه ۱۹۱۲ در میزوری - درگذشته ۲ اوت ۱۹۷۵ در لس آنجلس٬ کالیفرنیا) یک تدوین‌گر اهل ایالات متحده آمریکا بود که برنده جایزه اسکار بهترین تدوین فیلم سال ۱۹۷۰ شد.

## فیلم‌شناسی
- بی‌نوایان (۱۹۵۲)
- آقایان موطلایی‌ها را ترجیح می‌دهند (۱۹۵۳)
- خارش هفت‌ساله (۱۹۵۵)
- این هزاران تپه‌ماهور (فیلم) (۱۹۵۹)
- فهرست آدریان مسنجر (۱۹۶۳)
- سیاره میمون‌ها (۱۹۶۸)
- پاتون (۱۹۷۰)